# Wapen van Roordahuizum

Wapen van Roordahuizum

Het wapen van Roordahuizum is het dorpswapen van het Nederlandse dorp Roordahuizum, in de Friese gemeente Leeuwarden. Het wapen werd in 1986 geregistreerd.

## Beschrijving
De blazoenering van het wapen in het Fries luidt als volgt:
Yn blau in gouden nôtskeaf; dêrboppe yn it skyldhaad twa gouden stjerren mei dêrtusken in omkearde sulveren wassenaar.
De Nederlandse vertaling luidt als volgt: 
In blauw een gouden korenschoof; daarboven in het schildhoofd twee gouden sterren met daartussen een omgekeerde zilveren wassenaar.
De heraldische kleuren zijn: azuur (blauw), goud (goud) en zilver (zilver).

## Symboliek
- Korenschoof: ontleend aan het wapen van de familie Van Aytta. Leden van deze familie bezaten meerdere staten in dit dorp.[2]
- Sterren: overgenomen uit het wapen van de familie Van Bootsma. Dit geslacht bewoonde de plaatselijke state Twixel. Enkele Bootsma's kwamen ook voor als grietman van Idaarderadeel, de grietenij waar Roordahuizum eertijds tot behoorde.[2]
- Wassenaar: eveneens afkomstig van het wapen van de familie Van Bootsma.[2]

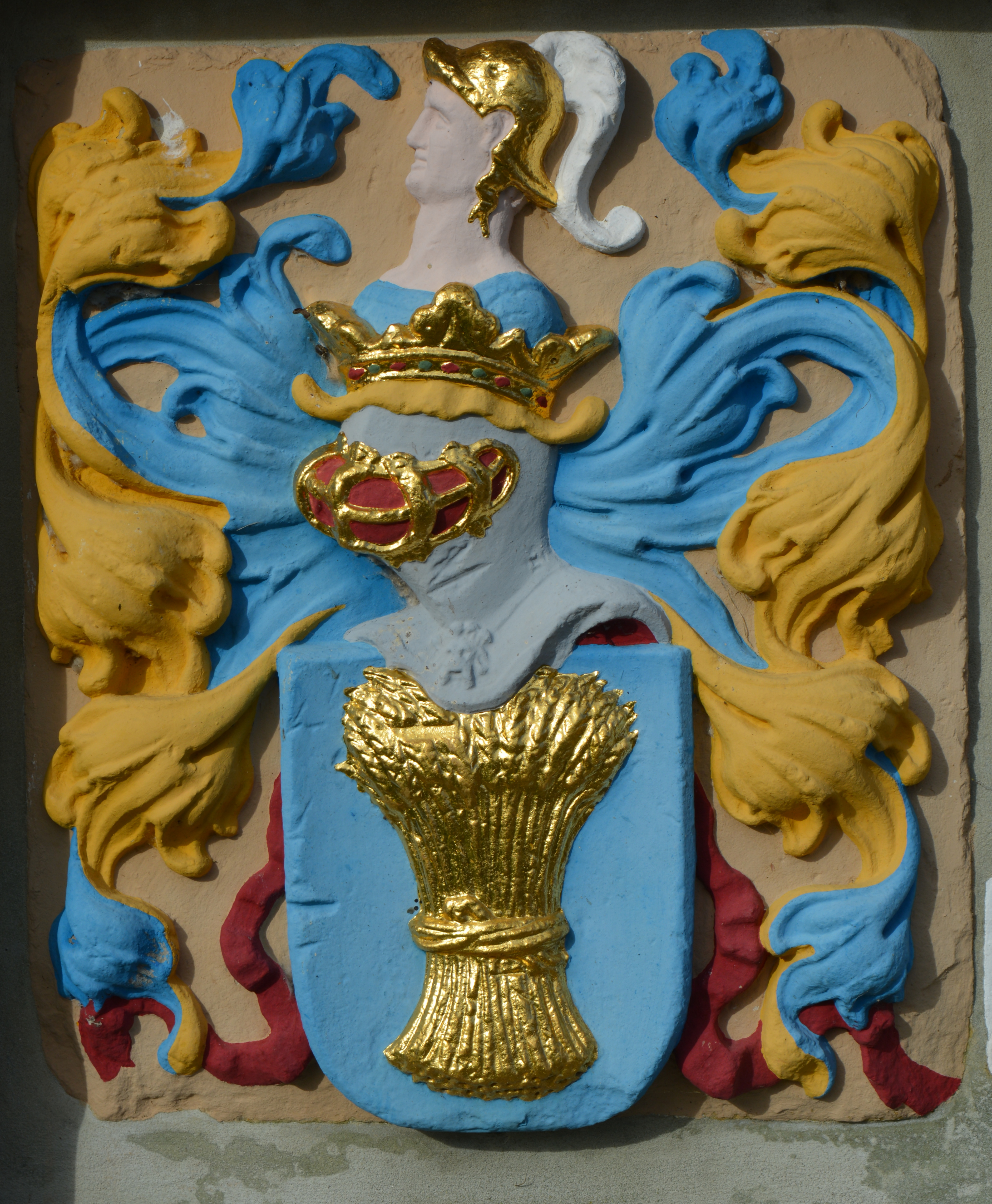
Het wapen van het geslacht Van Aytta.

## Zie ook

Vlag van Roordahuizum